# Luísa Diana de Orleães
Luísa Diana de Orleães (em francês: Louise-Diane d'Orléans; Paris, 27 de junho de 1716 – Issy-les-Moulineaux, 26 de setembro de 1736) foi a sexta e última filha de Filipe II, Duque de Orleães, Regente da França, e de sua esposa, Francisca Maria de Bourbon, uma filha legitimada do rei Luís XIV de França e de sua amante, Madame de Montespan. Ela nasceu durante a Regência de Filipe de Orleães, o Regente de Luís XV de França. Princesa de Conti por casamento, ela morreu no parto com a idade de vinte anos. Algumas fontes se referem a ela como "Louis Diane".

## Biografia
Nascida no Palácio Real, a residência parisiense da Casa de Orleães, em 27 de junho de 1716, Luísa Diana era filha mais nova de Filipe II, Duque de Orleães e Francisca Maria de Bourbon. Sobre o assunto do nascimento de sua neta, Isabel Carlota do Palatinado (conhecida na corte simplesmente como Madame) disse:
"No momento em que concluí minha carta à princesa de Gales, eles me anunciaram que a madame de Orleães estava em trabalho de parto. Eram apenas onze horas quando minha carruagem estava pronta [no Château de Saint-Cloud ], e quinze para a uma entrei na ante-câmara e disseram em voz baixa: "Sua Alteza Real foi trazida com segurança para dormir há uma hora". Mas isso foi dito em um tom tão triste que não duvidei que madame de Orleães trouxesse ao mundo uma sétima filha, e que infelizmente foi isso que aconteceu."
Ela cresceu com sua irmã mais velha Luísa Isabel, mais tarde rainha da Espanha como consorte de Luís I, e recebeu uma educação religiosa. Na infância, era conhecida como Mademoiselle de Chartres.

Gravura do casamento de Luís Francisco I e Luísa Diana em Versalhes, 1732.

Luísa Diana cresceu em uma época em que seu pai, conhecido como Filipe de Orleães ou simplesmente "o Regente", era o governante de fato da França, sendo ele encarregado dos assuntos de estado desde a morte do avô materno de Luísa Diana, Luís XIV. O Palácio Real era onde o regente mantinha sua corte e vivia abertamente com sua amante Marie Thérèse de Parabère. Sua mãe mais tarde adquiriu o Château de Bagnolet, onde moraria em silêncio, sem escândalos.
Como membro da atual Casa de Bourbon, ela era uma princesa de sangue. Como sua mãe, na época duquesa de Orleães, era ilegítima de nascimento, Luísa Diana, como seus irmãos, não era uma filha de frança.

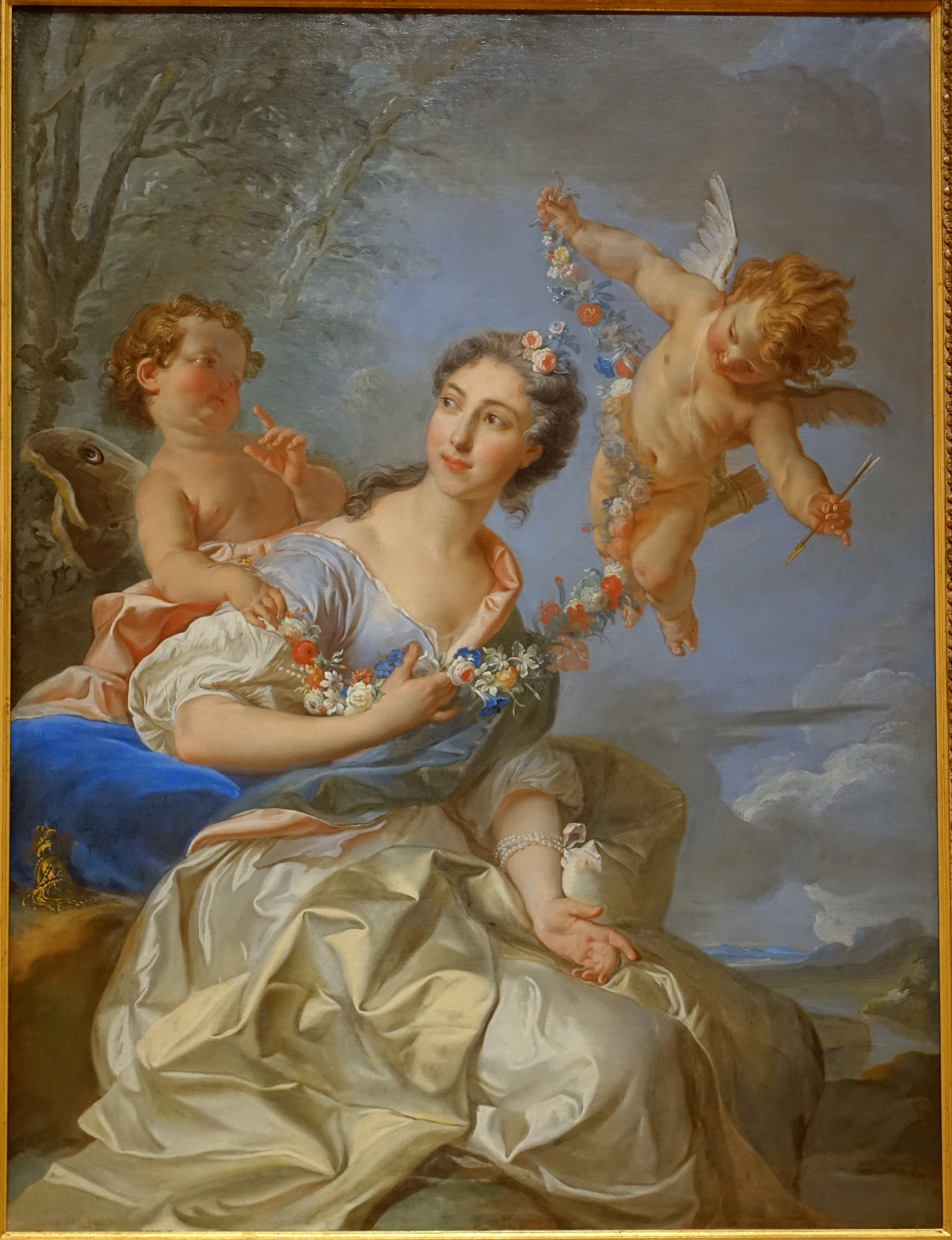
Madame de Conti retratada como a deusa romana Vênus
Por Noël-Nicolas Coypel, 1731. Na Museu Ringling.

Em sua juventude, foi dito que ela era uma criança muito sensível e que se tornaria uma das filhas mais bonitas do regente. Como ela era outra garota (1 em 7 no total), seu nascimento não foi realmente recebido com a alegria que conheceu seu irmão, Luís, Duque de Orleães. Com a morte de seu pai em 1723, em Versalhes, aos quarenta e nove anos, seu único irmão herdou o título de duque de Orleães e, em 1724, casou-se com Augusta de Baden-Baden (1704-1726).
Em dezembro de 1731, foi decidido que ela deveria se casar com seu primo distante Luís Francisco I, Príncipe de Conti. Seu casamento foi arranjado por sua mãe Francisca Maria de Bourbon, duquesa viúva de Orleães e sua prima em primeiro grau (e subsequente sogra) Luísa Isabel de Bourbon, viúva princesa de Conti.
Depois de ser batizada em 19 de janeiro de 1732 pelo cardeal Rohan (então o Grande Almoner da França), casou-se com o príncipe de Conti três dias depois, em 22 de janeiro. A cerimônia de casamento ocorreu no Palácio de Versalhes. Luísa Diana tinha então quinze anos. No casamento, sua prima, Isabel Alexandrina de Bourbon, teve a honra de manter o trem.
Após o casamento, tornou-se conhecida na corte como Sua Alteza Serena, a Princesa de Conti. Seu marido obteve o título de Conti em 1727 com a morte de seu pai, Luís Armando II, Príncipe de Conti. Em 1734, Luísa Diana deu à luz um filho, Luís Francisco José, Príncipe de Conti e, em 1736, um segundo filho que morreu ao nascer.
Luísa Diana morreu no parto em 26 de setembro de 1736 em Issy, nos arredores de Paris. Ela foi enterrada na igreja de Saint-André-des-Arcs. Na sua morte, devido ao envolvimento da rainha Maria Leszczyńska, a rainha enviou a prima de Luísa Diana, Maria Ana de Bourbon (Mademoiselle de Clermont) para representá-la em Issy.
Seu único filho sobrevivente, Luís Francisco José, foi o último príncipe de Conti.

## Descendência
- Luís Francisco José, Príncipe de Conti (1 de setembro de 1734 – 13 de março de 1814), casou-se com a princesa Maria Fortunata d'Este, sem descendência legitima.
- Filho natimorto (26 de setembro de 1736).

## Títulos e estilos
- 27 de junho de 1716 – 21 de janeiro de 1732: Sua Alteza Sereníssima, Mademoiselle de Chartres
- 21 de janeiro de 1732 – 26 de setembro de 1736: Sua Alteza Sereníssima, a Princesa de Conti (Madame la princesse de Conti)